# Amy Rose
Amy Rose (エミー・ローズ, Emī Rōzu) is een personage uit de Sonic the Hedgehog-franchise. Ze is een roze antropomorfe egel gekleed in een rode jurk en rode laarzen. Ze is twaalf jaar oud en wordt vooral in oudere games soms aangeduid met haar bijnaam Rosy the Rascal.
In 1992 trad ze voor het eerst op, in de mangaserie van Sonic the Hedgehog; in 1993 werd ze aangepast voor de games.  Zowel haar persoonlijkheid als haar uiterlijk en kledingstijl zijn meerdere keren veranderd. De leeftijd van twaalf jaar kreeg ze in 1998, daarvoor was ze jonger en ietwat tomboyachtig. Ze lijkt een lief meisje, maar kan erg ongeduldig zijn. Zo heeft ze een grote liefde voor Sonic. Ze gebruikt altijd haar kenmerkende Piko-Piko-hamer, een ontiegelijk groot en krachtig wapen.

## Personage
Amy is de altijd vrolijke, zelfbenoemde vriendin van Sonic. Ze houdt niet van verveling en heeft een sterke intuïtie. Mede hierdoor kan Sonic moeilijk aan haar ontsnappen.
Amy's levensdoel is om het hart van Sonic te winnen, maar hij houdt hij haar op afstand al mag hij haar wel. Zij ziet dit niet onder ogen en merkt vaak niet dat Sonic aan haar probeert te ontsnappen.
Amy kan zich net als Sonic oprollen tot een bal. Haar bekendste wapen is echter haar grote Piko-Piko Hamer, die ze vanuit het niets tevoorschijn kan halen. Amy kan meerdere hamers achter elkaar oproepen. De hamer kan op meerdere manieren worden gebruikt, waaronder het oproepen van een tornado.

## Incarnaties

### Computerspellen
Ondanks dat ze regelmatig meespeelt in de Sega-spellen, is Amy niet bedacht door de spelontwerpers. Ze is gebaseerd op een personage in de Sonic-manga uit 1992. Kazuyuki Hoshino nam dit mangapersonage over, en gaf haar een make-over voor Sonic CD in 1993.
Amy maakte haar debuut in Sonic CD (1993), waarin ze was gevangen door Metal Sonic. In dit spel had ze de bijnaam "Rosy the Rascal". In de Amerikaanse uitgave van het spel werd haar naam vertaald als “Prinses Sally” om in te spelen op de toen lopende animatieserie. 
Amy heeft sindsdien in vele Sonic-spellen een rol gehad. Zo is was ze een speelbaar personage in:
- Sonic the Fighters — In dit spel gebruikte Amy voor het eerst haar Piko-Piko-hamer
- Sonic Adventure
- Sonic Shuffle
- Sonic Advance
- Sonic Advance 2
- Sonic Advance 3
- Sonic Heroes
- Sonic Battle
- Sonic Riders
- Sonic Riders: Zero Gravity
- Sonic and the Secret Rings
- Mario & Sonic op de Olympische Winterspelen
- Mario & Sonic op de Olympische Spelen
- Mario & Sonic op de Olympische Spelen: Londen 2012
- Sonic Chronicles: The Dark Brotherhood

### Televisie
Amy heeft tot dusver meegespeeld in de animeserie Sonic X. Hierin belandt ze samen met Sonic, Tails en Knuckles in de mensenwereld. Ze houdt in deze serie erg van winkelen en probeert met allerlei streken Sonics aandacht te krijgen. Helaas voor haar houdt Sonic haar op een afstand. Ze maakt opnieuw een verschijning in Sonic Boom en is opnieuw samen met Sonic, Tails en Knuckles een van de hoofdpersonages.

### Strips
- Een voorloper van Amy verscheen in de Sonic the Hedgehog manga, gepubliceerd op 23 september 1992. Dit mangapersonage diende als basis voor de echte Amy, die een jaar later haar debuut maakte in "Sonic CD".
- Amy heeft een kleine rol in de Sonic-stripserie van Archie Comics. Hierin werkt ze nog steeds samen met Sonic en is verliefd op hem. Helaas voor haar heeft Sonic een oogje op Sally Acorn.
- Amy speelt mee in de stripserie Sonic the Comic. In deze strip is ze lid van de Freedom Fighters, en vooral ervaren met een kruisboog.
- Amy is een vast personage in de stripserie Sonic X. Hierin heeft ze dezelfde rol als in de animatieserie.